# Wirus Nipah

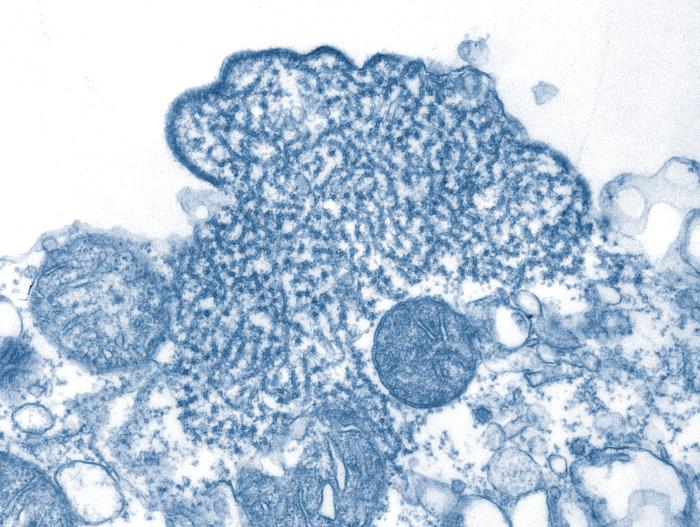
Obraz w mikroskopie elektronowym transmisyjnym wirionów wirusa Nipah, wyizolowanych z płynu mózgowo-rdzeniowego.

Wirus Nipah – paramyksowirus zaliczany razem z wirusem Hendra do rodzaju Henipavirus, wywołujący chorobę Nipah. Wirus ten przenoszony jest przez nietoperze owocożerne z rodzaju Pteropus.
Choroba Nipah u ludzi objawia się wysoce śmiertelnym (40–50%) zapaleniem mózgu, układowym zapaleniem naczyń oraz ciężkim zapaleniem płuc. Do 2017 roku opisano około 200 zgonów z powodu zakażenia wirusem Nipah. Obraz kliniczny choroby u zwierząt jest zróżnicowany.
Pierwszą epidemię choroby wywoływanej przez niego odnotowano w 1998 roku w malezyjskim mieście Ipoh. Przypadki te początkowo mylnie rozpoznano jako japońskie zapalenie mózgu.